# Mouans-Sartoux
 Mouans-Sartoux  es una población y comuna francesa, en la región de Provenza-Alpes-Costa Azul, departamento de Alpes Marítimos, en el distrito de Grasse y cantón de Mougins.

## Demografía
| 2033 | 2853 | 3599 | 5119 | 7989 | 8889 |
| Para los censos de 1962 a 1999 la población legal corresponde a la población sin duplicidades (Fuente: INSEE [Consultar]) |      |      |      |      |      |